# Anna Meredith
Anna Howard Meredith MBE (Londen, 12 januari 1978) is een Britse componist en uitvoerder van elektronische en akoestische muziek. Ze is voormalig composer-in-residence bij het BBC Scottish Symphony Orchestra en voormalig PRS / RPS Composer in the House bij Sinfonia ViVA .
In 2016 bracht Meredith haar debuut studio-album Varmints uit, met veel lovende kritieken. Het album, dat op elektronica is gebaseerd, won de 2016 Scottish Album of the Year Award.

## Carrière
Meredith werd geboren in Tufnell Park, Noord-Londen en verhuisde op tweejarige leeftijd naar South Queensferry in Schotland. Ze studeerde muziek aan de Universiteit van York, waar ze cum laude afstudeerde, en behaalde haar masterdiploma aan het Royal College of Music. In 2003, 24 jaar oud, werd ze benoemd tot Constant en Kit Lambert junior fellow aan het Royal College of Music .
Meredith trok voor het eerst de aandacht van het grote publiek door haar werk froms dat ze had gemaakt voor de BBC Last Night of the Proms van 2008, die werd uitgezonden voor een publiek van 40 miljoen mensen. Ze heeft sindsdien nog een BBC Prom opdracht geschreven, haar eerste opera (Tarantula in Petrol Blue - met libretto van Philip Ridley), en werkte samen met de beatboxer Shlomo bij het schrijven van het Concerto for Beatboxer and Orchestra.
Meredith was jurylid bij BBC Young Musician of the Year, ze was mentor van Goldie voor het tv-programma Classical Goldie en is een frequente gast en commentator voor de BBC Proms en andere BBC Radio 3- en 4-programma's. Ze was genomineerd in de categorie klassieke muziek voor de Times Breakthrough Award 2009 en won in 2010 de Paul Hamlyn Foundation Award voor componisten.
Meredith's stukken omvatten Four Tributes to 4am voor orkest, electronics en visuals van Eleanor Meredith, en HandsFree, een PRS NewMusic20x12 Commission voor het National Youth Orchestra, dat goede recensies ontving na te zijn uitgevoerd als onderdeel van de Culturele Olympiade 2012 in de Philharmonic Hall, Liverpool. Naast haar akoestische werk heeft Meredith uitstapjes gemaakt naar elektronische muziek die ze in heel Europa heeft uitgevoerd, samen met een breed scala aan artiesten, waaronder het ondersteunen van These New Puritans in Berlijn, James Blake, Seb Rochford en Max de Wardener tijdens Ether 2011 en een solo-set in La Carrière de Normandoux .
In 2012 bracht Meredith haar debuut-ep, Black Prince Fury, uit op Moshi Moshi Records, die door een recensent gunstig werd vergeleken met het werk van de avant-garde jazzcomponist Moondog.
In augustus 2013 brachten Moshi Moshi Records en VF Editions Meredith's tweede ep uit: Jet Black Raider In een interview met Pitchfork merkte Meredith op dat haar tweede ep "klarinetten, zang, glocks, drums, veel cello" bevatte, in tegenstelling tot Black Prince Fury, dat volledig met synthesiser was opgenomen.
Meredith's debuutalbum, getiteld Varmints, werd uitgebracht in maart 2016.
Ze speelde in de First Night of the 2018 Proms Five Telegrams, in een nieuwe samenwerking met de design studio 59 Productions, Dat zelfde jaar produceerde ze de soundtrack voor de film Eighth Grade 2018.
Ze werd in 2019 benoemd tot lid van de Orde van het Britse Rijk (MBE) voor muzikale verdiensten. Haar tweede studioalbum, Fibs, werd uitgebracht op 25 oktober 2019.

## Discografie
Studioalbums
- Varmints (2016)
- Anno (2018)
- Fibs (2019)

Ep's
- Black Prince Fury (2012)
- Jet Black Raider (2013)

Soundtracks
- Eighth Grade (2018)
- Living with yourself (2019)

- Bibliothèque nationale de France: cb169260890 (data)
- Gemeinsame Normdatei: 1052661548
- International Standard Name Identifier: 0000 0000 5175 820X
- Library of Congress Control Number: nr2006020671
- Nationale Bibliotheek van Letland: 000334668
- MusicBrainz: 6fc10cdb-04ce-412c-993f-fea0f4e6b95f
- Virtual International Authority File: 56573047
- WorldCat: E39PBJyhjTb7pfwWkWYwyYQ6rq